# San Esteban (Córdoba)
San Esteban es un municipio situado en el departamento Punilla, provincia de Córdoba, Argentina. Se ubica a 99 km de la capital provincial por la RN 38 y sobre el ramal A-1 (Córdoba - Cruz el Eje) del Ferrocarril General Belgrano inactivo hasta el 2023 cuando fue recuperado.

Cuenta con dos núcleos poblacionales: San Esteban propiamente dicho, de mayor tamaño demográfico, y Dolores, a dos kilómetros más al norte del anterior.
Al igual que la gran mayoría de los municipios del Valle de Punilla, la principal actividad económica es el turismo, debido a su ubicación serrana. 
Existen en el municipio aproximadamente 400 viviendas, dos escuelas primarias, un destacamento policial, un centro de jubilados (otrora el edificio de correo en desuso) y una sala de primeros auxilios.
San Esteban tiene un balneario con pileta de agua natural por el que corre el río Dolores, con guardavidas, confitería, parrilleros, estacionamiento y sombra.
Hay propiedades en alquiler de temporada.
Esta localidad es mencionada en la canción "En El Pueblo de San Esteban" de La Joven Guardia (banda), en su álbum debut.

## Geografía
La localidad de San Esteban está ubicada en la zona Oeste del Valle de Punilla, sobre la margen del Río Dolores. Por esta razón su altitud es menor a localidades vecinas como Los Cocos o La Cumbre. Hay una suave pendiente al oeste de la Ruta Nacional 38, que culmina al arribar al río. Desde allí y más al oeste comienza luego la sierra de Cuniputo cuya máxima altura es el cerro Pencales, de 1300 metros sobre el nivel del mar.

### Población
El municipio cuenta con 1213 habitantes (Indec, 2022), lo que representa un incremento del 29,7% frente a los 852 habitantes (Indec, 2010) del censo anterior. Forma parte del aglomerado urbano denominado La Cumbre - Los Cocos - San Esteban que cuenta con una población total de 9,638 habitantes (Indec, 2010).
| Gráfica de evolución demográfica de San Esteban entre 1991 y 2022 |
|                                                                   |
| Fuente: Censos nacionales del INDEC                               |

### Clima
El clima es continental semiárido. La estación seca va de abril a octubre aproximadamente. Las precipitaciones rondan los 600 milímetros anuales, teniendo lugar casi todas en verano. En invierno son frecuentes las heladas, mientras que los veranos son soleados y agradables. Durante la temporada de sequía, el peligro de incendios forestales se eleva considerablemente.

### Sismicidad
La sismicidad de la región de Córdoba es frecuente y de intensidad baja, y un silencio sísmico de terremotos medios a graves cada 30 años en áreas aleatorias. Sus últimas expresiones se produjeron:
- 22 de septiembre de 1908 (116 años), a las 17.00 UTC-3, con 6,5 Richter, escala de Mercalli VII; ubicación 30°30′0″S 64°30′0″O / -30.50000, -64.50000; profundidad: 100 km; produjo daños en Deán Funes, Cruz del Eje y Soto, provincia de Córdoba, y en el sur de las provincias de Santiago del Estero, La Rioja y Catamarca[3]

- 16 de enero de 1947 (78 años), a las 2.37 UTC-3, con una magnitud aproximadamente de 5,5 en la escala de Richter (terremoto de Córdoba de 1947)[2]

- 28 de marzo de 1955 (70 años), a las 6.20 UTC-3 con 6,9 Richter: además de la gravedad física del fenómeno se unió el desconocimiento absoluto de la población a estos eventos recurrentes (terremoto de Villa Giardino de 1955)

- 7 de septiembre de 2004 (20 años), a las 8.53 UTC-3 con 4,1 Richter

- 25 de diciembre de 2009 (15 años), a las 21.42 UTC-3 con 4,0 Richter

## Sitios de interés
Escuela Municipal de Cerámica: en la antigua estación de Tren se encuentra la Escuela Municipal de Ceramistas, que con actividades durante todo el año nuclea a niños, jóvenes, y adultos. durante febrero de 2017 se realizó el ENACER (Encuentro Nacional de Ceramistas) en el cual participaron más de 700 personas y de este modo quedó inaugurada dicha Institución.
Radio Municipal Comunitaria San Esteban: FM 88.7 en el cruce de San Esteban sobre la ruta nacional N.º 38 se encuentra la primera radio municipal comunitaria. Es un proyecto municipal, que convoca a toda la comunidad a una mesa de gestión radial, la asignación de la frecuencia, el equipamiento, la restauración del edificio y la conformación de la Mesa de Gestión fueron los objetivos a corto plazo que se lograr para alcanzar la puesta al aire y la programación actual.
Plaza integrada: en la plaza de Los Niños se puede disfrutar de juegos y atractivos para toda la familia. hamacas tradicionales y para personas con movilidad reducida, sube y bajas, calesita para personas con movilidad reducida, tobogán, cartel instructivo de lenguas de señas, son algunas de las propuestas que locales y turistas puedan disfrutar. en el mismo predio se encuentra la plaza Saludable en donde 12 equipos de actividad física invitan a una propuesta deportiva y saludable.
Capilla Sagrado Corazón: En octubre de 1959 llegaron a la localidad los Hermanos del Sagrado Corazón (Corazonistas) para fundar un noviciado. Sobre la costa oeste del río Dolores (a la par de una casa de piedra que se supone ya existente), los hermanos hacen construir la capilla de estilo barroco colonial y, adosado a ella, un seminario (aulas, dormitorios, cocina, comedor). 
La capilla, de una nave principal con una pequeña capilla a la derecha del altar, tiene las imágenes del Sagrado Corazón, la del Corazón Inmaculado de María y San José (patronos de los Corazonistas) y San Esteban.
Inicialmente contaba con cuatro Hermanos y seis seminaristas. Los Hermanos organizaban retiros espirituales, campamentos y colonias de vacaciones. 
Los padres Oblatos (OMI), provenientes de Dolores donde tenían un seminario (hoy cerrado), atendían espiritualmente a la población.
En el año 1967, los hermanos se retiran. Los campamentos se mantienen por un tiempo. En la década del 90, el noviciado pasa a la Diócesis de Cruz del Eje. Hoy funciona como casa de retiro espiritual.
Balneario Municipal El balneario municipal San Esteban se halla sobre el río Dolores, aproximadamente a un kilómetro al oeste de la ruta Nacional 38. El pequeño río es el sitio más bajo en esta área del valle, por lo cual a partir de aquí, hacia el Oeste comenzarán las Sierras de Cuniputo. El balneario posee una piscina alimentada por el mismo río, y de profundidad variable, además de servicios de proveeduría (solo en verano). Hacia el Sur de la piscina se encuentran asadores y una gran arboleda que convoca a numerosas personas los días de verano.

### Minas de Oro de San Ignacio
En las pequeñas serranías ubicadas en los alrededores, se encuentran las antiguas minas de San Ignacio, las cuales fueron explotadas por los Jesuitas en el siglo XVII, y luego, tras la expulsión de los sacerdotes, fueron abandonadas. En el año 1900, fueron reactivadas y nuevamente explotadas, aunque hacia 1938, los mineros migraron hacia otros lugares abandonándolas nuevamente.

## Deportes
La localidad cuenta con un pequeño club donde se solía jugar fútbol. En 2016 se inauguró una cancha de fútbol y baloncesto. Existe también una cancha de tierra. En ambas funcionan las escuelitas de fútbol y hockey.
Las serranías y tranquilas calles son aptas para practicar senderismo, ciclismo, excursionismo y footing.
La competencia de ciclismo denominada Desafío Del Río Pinto, de amplia convocatoria nacional, suele atravesar el pueblo durante el mes de mayo, y también en octubre con la Revancha de la misma. En el playón deportivo de 700 m que se encuentra en el predio del C.I.C. se realizan actividades deportivas y recreativas como patín artístico y básquet,

## Salud
El Dispensario municipal funciona de lunes a viernes con atención totalmente gratuita en enfermería, pediatría, ginecología, odontología,clínica, psicología y farmacia. el nuevo edificio del Dispensario se encuentra en el Centro Integrador Comunitaria (C.I.C.), inaugurado a principios de 2017 con equipamiento nuevo de alta tecnología. También cuenta con una ambulancia para traslados especiales.

## Parques y Recreación

### Parques
- - Plaza Integrada
  - Balneario municipal
  - Plaza Dolores

## Educación
Existen en la localidad dos escuelas primarias públicas: una en San Esteban, llamada Inés Moyano De Molina y otra en Dolores. También existen dos escuelas de educación alternativa: una que sigue la pedagogía Waldorf y otra orientada a artes y oficios.

## Dolores
El paraje de Dolores o Dolores de Punilla es un vecindario perteneciente a San Esteban, que conserva la arquitectura y trazado de calles antiguo. Sede de la capilla de Nuestra Señora de los Dolores cuya construcción fue comenzada en 1750, albergó a renombradas figuras políticas y culturales a principio del siglo XX, y hoy en día es visitado por su belleza, y el famoso árbol algarrobo histórico. 

## Transporte
Las empresas  Sarmiento, Lumasa y Ersa que circulan entre Córdoba capital, Cruz Del Eje, o incluso Villa Dolores, brindan servicio en la localidad en las paradas ubicadas sobre la ruta nacional 38. La principal parada es la antigua terminal de ómnibus en el cruce de la mencionada ruta con la ruta provincial E-76. Otra parada importante es la del vecindario de Dolores.
Una línea de buses urbanos de Sarmiento ingresa a la rotonda ubicada en el centro de la localidad, a pocos metros del balneario municipal y de la estación de ferrocarril. La misma recorre entre las localidades de Capilla Del Monte y La Falda.
| Autobuses         | Autobuses                              | Autobuses |
| Empresa           | Línea                                  | Destinos |
| ----------------- | -------------------------------------- | --- |
| Empresa Sarmiento | La Falda-Capilla del Monte urbano1     | La Falda, Huerta Grande, Villa Giardino, La Cumbre, Los Cocos, Capilla del Monte. |
| Empresa Sarmiento | Córdoba-Cruz Del Eje por Ruta 20       | Córdoba, Villa Carlos Paz, Va. Santa Cruz del Lago, Parque Síquiman, Bialet Massé, Sta. María de Punilla, Cosquín, Casa Grande, Valle Hermoso, La Falda, Villa Giardino, La Cumbre, Capilla del Monte, San Marcos Sierras2, Cruz Del Eje.                                                       |
| Empresa Sarmiento | Córdoba-Villa Dolores por Cruz Del Eje | Córdoba, Villa Carlos Paz, Va. Sta. Cruz Del Lago, Parque Síquiman, Bialet Massé, Sta. M. De Punilla, Cosquín, Casa Grande, Valle Hermoso, La Falda, Villa Giardino, La Cumbre, Capilla del Monte, Cruz Del Eje, Va. De Soto, San Carlos Minas, Cura Brochero, Mina Clavero, Nono, Va. Dolores. |
| Empresa Ersa      | Córdoba-Cruz Del Eje                   | Córdoba, Villa Carlos Paz, Va. Santa Cruz Del Lago, Parque Síquiman, Bialet Massé, Cosquín, Casa Grande, Valle Hermoso, La Falda, La Cumbre, Capilla del Monte, Cruz del Eje. |
| Empresa Ersa      | Córdoba-Villa Dolores por Cruz Del Eje | Córdoba, Villa Carlos Paz, Va. Sta. Cruz Del Lago, Parque Síquiman, Bialet Massé, Sta. M. De Punilla, Cosquín, Casa Grande, Valle Hermoso, La Falda, Villa Giardino, La Cumbre, Capilla del Monte, Cruz del Eje, Va. De Soto, San Carlos Minas, Cura Brochero, Mina Clavero, Nono, Va. Dolores. |

1Única línea de autobuses que ingresa a la rotonda en el centro de la localidad.

2Sólo una frecuencia por la mañana ingresa a San Marcos Sierras.
| Autobuses Larga Distancia  | Autobuses Larga Distancia  | Autobuses Larga Distancia |
| empresa                    | línea                      | destinos |
| -------------------------- | -------------------------- | --- |
| Urquiza/Sierras De Córdoba | Retiro-Capilla Del Monte   | Buenos Aires-Retiro, Escobar, Campana, Rosario, Armstrong, Bell Ville, Marcos Juárez, Villa Maria, Oliva, Oncativo, Laguna Larga. |
| Urquiza/Sierras De Córdoba | La Plata-Capilla Del Monte | La Plata, Quilmes, Llavallol, Rosario, Armstrong, Bell Ville, Marcos Juárez, Villa Maria, Oliva, Oncativo, Laguna Larga.          |

La Cooperativa La Calera brindó servicios de interurbano en San Esteban hasta el año 2009. También contó con un servicio urbano que operó el circuito La Cumbre-Capilla Del Monte ingresando a esta localidad, el mismo es operado actualmente por Empresa Sarmiento.
La empresa Ciudad de Córdoba brindaba servicios hasta su quiebre, sus horarios son actualmente operados por Empresa Ersa.
Las líneas de buses Capilla Del Monte-Cosquín Urbano y Alta Gracia-Capilla del Monte de Empresa Sarmiento, brindaron servicio durante los últimos años, pero las mismas ya no operan. También la línea La Cumbre-Los Cocos de Urbano Capilla Del Monte y la empresa La Capillense brindaron servicio hace unas décadas ingresando al centro de la localidad y al paraje de Dolores utilizando la avenida costanera al Río homónimo. Las mismas líneas ya no existen y ese sector actualmente no dispone de transporte público.
La estación de ferrocarril de San Esteban se ubica en el centro de la localidad. La misma contó con servicios de trenes hasta la década de 1990 y luego pasó a estar en abandono. Actualmente se encuentra en remodelación ya que la línea de ferrocarril que prestó servicio, el Tren de las Sierras, está retornando a sus funciones progresivamente en todo el Valle de Punilla. 
Colindante a la estación se encuentra la plaza Integrada y a pocos metros la rotonda de la parada de autobuses.
| Ferrocarril (inicia en diciembre de 2023) | Ferrocarril (inicia en diciembre de 2023) |
| Línea                                     | destinos |
| ----------------------------------------- | --- |
| Tren de las Sierras                       | Córdoba, San Roque, Bialet Massé, Santa María de Punilla, Cosquín, Casa Grande, Valle Hermoso, La Falda, Huerta Grande, Villa Giardino, La Cumbre, Dolores y Capilla del Monte. |

### Medios de comunicación

#### Radio
San Esteban posee una estación de radio, que funciona en las instalaciones de la antigua estación terminal de ómnibus:
- 88.7 FM Radio Comunitaria San Esteban

Adicionalmente, en San Esteban y áreas cercanas pueden sintonizarse otras estaciones de radio AM y FM como las siguientes:
- Radio Universidad 580 AM
- LV3 Radio Córdoba 700 AM
- Radio Nacional Córdoba 750 AM
- Radio Mitre Córdoba 810 AM
- Radio Sucesos 1350 AM
- Estación X 107.5 FM
- Cadena 3 100.5 FM
- Suena Radio 92.5
- Contacto 102.9 FM
- Extra Brut FM
- La Falda 95.5 FM
- La Serranita 95.1 FM
- Única 104.9 FM
- Astral 93.7 FM
- Cadena Centro FM
- Cadena Eco 91.1 FM
- Jota FM
- La Serranita FM

#### Televisión
No existe canal de televisión en la localidad. El Canal 2 de la empresa de cable Carlos Paz Televisión es el que provee programación y noticias del Valle de Punilla.
Adicionalmente, la televisión abierta análoga ofrece canales provenientes de los transmisores ubicados en Los Cocos; mientras que la TDT (televisión digital terrestre abierta) incorpora algunas señales más, las cuales son recibidas desde el transmisor de Villa Carlos Paz:
- Canal 10 Córdoba  (canal 3 análoga)
- El Doce (canal 5 análoga)
- Telefé Córdoba (canal 7 análoga)
- Encuentro (canal 22.01 tda)
- Paka Paka (canal 22.02 tda)
- Mirador (canal 22.03 tda)
- Cine.ar tv (canal 22.04 tda)
- Tecnópolis (canal 22.05 tda)
- TV Pública (canal 23.01 tda)
- Construir (canal 23.02 tda)
- DeporTV (canal 24.1 tda)
- Canal 26 (canal 24.02 tda)
- France 24 (canal 24.03 tda)
- Crónica (canal 24.04 tda)
- CN23 (canal 25.01 tda)
- C5N (canal 25.02 tda)
- La Nación+ (canal 25.03 tda)
- G360 (canal 25.04 tda)
- RT (canal 25.05 tda)
- Canal U (canal 31.01 tda)
- Canal 10 Córdoba (canal 31.02 tda)

La TV de paga es provista a través de cable por la empresa Carlos Paz Televisión y de manera satelital por DirecTV..

#### Prensa
- Prensa del Centro, diario de papel semanal de la localidad de La Falda y distribuido en todo el Valle de Punilla.
- Diario de Villa Carlos Paz, diario de papel semanal de la ciudad de Carlos Paz y distribuido en todo el Valle de Punilla.
- Yo Publico Web, edición mensual impresa con artículos y anuncios clasificados, distribuida en todo el Valle de Punilla.
- El Utilitario, edición mensual impresa con artículos y anuncios clasificados, distribuida en el Valle de Punilla y Cruz del Eje.

Telecomunicaciones

El servicio de telefonía es provisto por Telecom, mientras que el internet lo brindan Arnet (ADSL y dial-up), Carlos Paz TV (cable), y los operadores inalámbricos FSM, Loading Internet y Berkanet.

## Servicios públicos y utilidades
El agua potable de la localidad es provista por la Municipalidad y proviene de tanques y vertientes cercanas a la vecina localidad de Los Cocos, como también del Río Dolores y el Arroyo Los Pencales.  
La energía eléctrica es provista por la empresa EPEC..
Hay gas natural disponible en algunas partes del área urbana, provisto por Ecogas. 